# Надеждина, Надежда Владимировна
Наде́жда Влади́мировна Наде́ждина (урождённая — Ле́нина; 15 декабря 1923, Баку — 5 июня 2011, Омск) — советская и российская актриса театра и кино. Заслуженная артистка РСФСР (1974). Лауреат Государственной премии РСФСР им. К. С. Станиславского (1985).

## Биография
Родилась 15 декабря 1923 года в Баку. Училась в театральной студии при Куйбышевском театре драмы (окончила в 1948 году), затем в Школе-студии МХАТ.
Долгие годы, с 1969 года, актриса выступала на сцене Омского АТД.
Скончалась на 88-м году жизни 5 июня 2011 года в Омске. Похоронена на Старо-Северном мемориальном кладбище Омска рядом со своим вторым мужем А. И. Щёголевым.

## Семья
Первый муж — актёр М. И. Пуговкин (1923—2008). Вместе они прожили 12 лет (с 1947 по 1959 годы), в браке родилась дочь Елена.
Второй муж — актёр А. И. Щёголев (1913—1988). В браке родился сын Иван Щёголев.

## Награды и премии
- заслуженная артистка РСФСР
- Государственная премия РСФСР имени К. С. Станиславского (1985) — за исполнение роли Валентины Братчиковой-Борщевской в спектакле С. А. Алексиевич «У войны не женское лицо»

## Творчество

### Роли в театре
Омский театр драмы
- Рашель («Васса Железнова» М. Горького)
- Робэрта, мать Анри («Дом, который приносит счастье» А. Данилова, В. Иокара)
- Маша («Живой труп» Л. Толстого)
- Екатерина II («Царская охота» Л. Зорина)
- Софья Андреевна Толстая («Ясная Поляна» Д. Орлова)
- Диана Владимировна Барабанова («Ретро» А. Галина)
- Кукушкина («Доходное место» А. Н. Островского)
- Барабошева («Правда — хорошо, а счастье лучше» А. Н. Островского)
- Эржи Голубка («Проснись и пой!» М. Дьярфаша)
- Калугина («Сослуживцы» Э. Брагинского и Э. Рязанова)
- Мать Валентины («Валентин и Валентина» М. Рощина)
- Мать Василия («Деньги для Марии» В Распутина)
- Мирониха («Последний срок» по В. Распутину)
- Лика («Сердце, молчи…» («Московский хор») Л. Петрушевской)
- Алевтина Алексеевна («Комната» Э. Брагинского)
- Ангелина Максудовна («Любовь как милитаризм» П. Гладилина)
- Антонида Васильевна («Игрок» по Ф. Достоевскому)
- Баба Шура («Любовь и голуби» В. Гуркина)
- Братчикова-Борщевская («У войны не женское лицо» С. Алексиевич)
- Вера Порогина («Уходил старик от старухи» В. Злотникова)
- Жервеза («Побег из ночи» А. Тур)
- Кабанова («Гроза» А. Н. Островского)
- Кисельникова («Пучина» А. Н. Островского)
- Любовь Яровая («Любовь Яровая» В. Энке по К. Треневу)
- Мама («Девушка с ребёнком» В. Шкваркина)
- Мама («Фантазии Фарьятьева» А. Н. Соколовой)
- Мать («Мать и сын» Р. Солнцева)
- Настя («Третья Патетическая» Н. Погодина)
- Павлина («Стряпуха замужем» А. Софронова)
- Таланова («Нашествие» Л. Леонова)
- Учительница («Вверх по лестнице, ведущей вниз» Б. Кауфман)
- Гертруда («Гамлет» У. Шекспира)
- «Московские кухни» Ю.Кима
- Танкабике («В ночь лунного затмения» М. Карима)

### Роли в кино
- 1981 — Последний срок — Мирониха
- 1999 — Поворот ключа — мама